# Stazione di Celle Bulgheria-Roccagloriosa
Stazione di Celle Bulgheria-Roccagloriosa vasútállomás Olaszországban, mely Celle di Bulgheria és Roccagloriosa településeket szolgálja ki.

## Vasútvonalak
Az állomást az alábbi vasútvonalak érintik:
- Battipaglia–Reggio di Calabria-vasútvonal

## Kapcsolódó állomások
A vasútállomáshoz az alábbi állomások vannak a legközelebb:
- Stazione di Centola
- Stazione di Torre Orsaia